# Chudá Lehota
Chudá Lehota é um município da Eslováquia, situado no distrito de Bánovce nad Bebravou, na região de Trenčín. Tem 3,67 km² de área e sua população em 2018 foi estimada em 226 habitantes. Foi citado pela primeira vez em documento oficial no ano de 1400.

## Demografia
| Ano:        | 1994 | 2004   | 2014   | 2024    |
| ----------- | ---- | ------ | ------ | ------- |
| Broj ljudi: | 224  | 221    | 206    | 227     |
| Razlika:    |      | -1,33% | -6,78% | +10,19% |

| Ano:               | 2023 | 2024   |
| ------------------ | ---- | ------ |
| Número de pessoas: | 226  | 227    |
| Diferença:         |      | +0,44% |